# Makiejewo (obwód kurski)
Makiejewo (ros. Макеево) – wieś (ros. село, trb. sieło) w zachodniej Rosji, centrum administracyjne sielsowietu nikolnikowskiego w rejonie rylskim obwodu kurskiego.

## Geografia
Miejscowość położona jest nad rzeką Amońka, 15,5 km od centrum administracyjnego rejonu (Rylsk), 114 km od Kurska.

## Demografia
W 2010 r. miejscowość zamieszkiwało 248 osób.